# Leiopus linnei
Стончик Ліннеїв (Leiopus linnei (Wallin, Nylander & Kvamme, 2009)) — жук підродини ляміїнів родини Скрипунових (Cerambycidae).

## Опис
У 2025-му році для Стончика Луннеєвого було розроблено новий діагноз для його морфологічної ідентифікації. Жуки 6-9,5 мм завдовжки. Лоб широкий, опуклий, дуже випинається вперед між очима. Членики вусиків, починаючи з третього, червонувато-бурі з чорними верхівками. Передньоспинка поперечна в розкиданих цятках. Виріст передньогрудей широкий, удвічі ширший, ніж подвійна облямівка передніх тазикових западин. Стегна ніг слабко і рівномірно потовщені на усій довжині, небулавоподібні. Надкрилля не випуклі у прищитковій частині з мінливим малюнком, бурого кольору зі світлою волосяною поперечною перев'яззю ісвітлими верхівками. Верхівка едеаґусу загострена, із зубчиком. Парамери звужені і сильно видовжені.

## Розповсюдження
Стончик Ліннеїв розповсюджений значно ширше, ніж Leiopus nebulosus. Він охоплює більшу частину Європи. Його знахідки відомі у Північній Європі на широті щонайменше 63 градуси і на сході він досягає довготи 63 градуси. Однак Leiopus  linnei невідомий у Південній Європі і Малій Азії, а на Кавказі поширений лише у північній частині..

## Екологія
Розвивається у деревині граба, клена, дуба, бук,а берези, вільхи, волоського горіху, ліщини та ін. дерев.